# Vale do Lunarejo
O Vale do Lunarejo (em castelhano: Valle del Lunarejo) é uma paisagem protegida do Uruguai, que desde 2009 integra o Sistema Nacional de Áreas Protegidas (SNAP).
O parque está localizado no norte do país, na região noroeste do departamento de Rivera, próximo ao limite com os departamentos de Artigas e Salto, bem como à fronteira com o Brasil. Forma parte do norte do sistema da Coxilha de Haedo, o qual cumpre a função de corredor biológico para o ingresso de espécies subtropicais de flora e fauna do sul do Brasil no território uruguaio.
Desde o ano de 2001, a intendência departamental de Rivera declarou Paisagem Protegida ao Vale do Lunarejo, como “Reserva Departamental Natural”. No ano de 2009, passou a ser Paisagem Protegida do Uruguai, integrando o Sistema Nacional de Áreas Protegidas (SNAP). A área também integra a Rede Mundial de Reservas da Biosfera da UNESCO e encontra-se sobre a área do aquífero Guarani, uma das reservas de água doce mais importantes do mundo.

## Características
O vale está formado pelo arroio Lunarejo e seus afluentes, entre eles os arroios Rubio Chico, dos Molles, de Eduardo, dos Difuntos, das Yeguas, Quebrada Grande, Cerro Bonito, do Paso de la Laguna, e Gajo del Lunarejo. O arroio Lunarejo é o afluente da margem direita do rio Tacuarembó, e sua bacia é delimitada a oeste e ao norte pela Coxilha de Haedo, e ao sul pela Coxilha Venta Quemada. A área declarada como protegida corresponde a um total de 29.286 hectares.

### Geologia
O vale apresenta uma zona de contato entre as formações Arapey e Tacuarembó. Está formada por lavas basálticas do tipo toleítico com estrutura de fluxo de lava, com intercalações de arenitos eólicos. A idade dos derrames é da era Mesozoica (Cretáceo Inferior), enquanto que a formação de origem continental corresponde ao Mesozóico Inferior ou Médio (Jurássico-Triássico).

### Flora
A vegetação do vale é dominada por prados e arbustos lenhosos, que estão associados a florestas naturais e um abundante sub-bosque de samambaias, piperáceas e orquídeas, juntamente com epífitas como bromélias e cactos. Entre a flora, destacam-se as seguintes espécies: salgueiro, sarandi, palo de leche, mataojo, corticeira, azota caballo, saponária, tarumán, blanquillo, molle reastrero, quebracho flojo, entre outras.

### Fauna
Mais de 150 espécies de aves foram registradas no vale, algumas das quais só habitam este lugar, enquanto outras mantêm populações maiores no local em comparação com o resto do país. Entre as aves estão: seriemas, periquitão-maracanã, papa-moscas-do-campo, Curucaca e o gibão-de-couro, gavião-da-europa, corbatita de boina negra, entre outras. Os anfíbios mais representativos são a rã uruguaia e o sapo Devincenzi. Entre os répteis estão a cascavel, que está extinta no sul do Uruguai, o Urutu, e a cobra-coral. Entre os mamíferos estão o tamanduá, o tatu, o gato-maracajá, o quati, o coendú, a raposa, o gambá-de-orelha-branca, o javali e o guaçubirá.